# 110300 Abusimbel
110300 Abusimbel este un asteroid din centura principală de asteroizi.

## Descriere
110300 Abusimbel este un asteroid din centura principală de asteroizi. A fost descoperit pe 25 septembrie 2001 la Observatorul Desert Eagle de William Kwong Yu Yeung. Asteroidul prezintă o orbită caracterizată de o semiaxă mare de 2,76 ua, o excentricitate de 0,20 și o înclinație de 8,6° în raport cu ecliptica.